# Believe (디스터브드의 음반)
《Believe》(빌리브)는 미국의 헤비 메탈 밴드 디스터브드의 2번째 정규 음반이다. 2002년 9월 17일에 리프리즈 레코드에서 발매되었으며, 이 음반의 선행 싱글로 〈Prayer〉가, 싱글 컷으로 〈Remember〉, 〈Liberate〉가 있다.

## 수록곡
| # | 제목 | 재생 시간 |
| - | ---- | --------- |